# Bursard
Bursard település Franciaországban, Orne megyében. Lakosainak száma 200 fő (2022. január 1.). Bursard Neauphe-sous-Essai, Essay, Ménil-Erreux és Saint-Gervais-du-Perron községekkel határos.

## Népesség
A település népességének változása:
| Lakosok száma | 201  | 207  | 210  | 214  | 210  | 207  | 203  | 202  | 200  |
|               | 2013 | 2015 | 2016 | 2017 | 2018 | 2019 | 2020 | 2021 | 2022 |